# آناهیت آجمیان
آناهید آجمیان (ارمنی: Անահիտ Աճեմյան-Ավագյան؛ انگلیسی: Anahid Ajemian زادهٔ ۲۶ ژانویهٔ ۱۹۲۴ - درگذشته ۱۳ ژوئن ۲۰۱۶) موسیقی‌دان، نوازنده ویولن ارمنی‌تبار اهل ایالات متحده آمریکا بود.

## زندگی‌نامه
وی در ۲۶ ژانویه ۱۹۲۴ در منهتن به دنیا آمد و از مدرسه جولیارد فارغ‌التحصیل گشت. همچنین برندهٔ جوایزی همچون بنیاد والتر دبلیو ناومبورگ شده‌است. وی در ۱۳ ژوئن ۲۰۱۶ در سن ۹۲ سالگی در منهتن درگذشت.